# Fekete-sárga koalíció

A CDU logója

Az FDP logója

A fekete-sárga koalíció (németül: schwarz-gelbe Koalition, röviden Schwarz-Gelb) alatt a német politikában az Uniópártok (CDU/CSU) és a Szabad Demokraták (FDP) közötti koalíciót jelent. Szintén használatosak az ideológiai elhelyezkedésre utaló konzervatív-liberális, keresztény-liberális, jobbközép illetve polgári koalíció megnevezések is.

A Borussia Dortmund logója

A fekete szín a németországi politikában hagyományosan az uniópártokat, a sárga a liberálisokat jelöli. Emiatt használatos a BVB-koalíció megnevezés is, utalva a Borussia Dortmund futballklub színeire. Az FDP az 1972-es baden-württembergi tartományi választáson használta először a sárga-kék színeket, így ezt megelőzően a fekete-sárga koalíció kifejezés sem létezett.

## Szövetségi szinten
Szövetségi szinten a következő fekete-sárga koalíciók léteztek:
- 1961–1963 Konrad Adenauer vezetésével (negyedik és ötödik Adenauer-kormány)
- 1963–1966 Ludwig Erhard vezetésével (első és második Erhard-kormány)
- 1982–1998 Helmut Kohl vezetésével (első, második, harmadik, negyedik és ötödik szövetségi Kohl-kormány)
- 2009–2013 Angela Merkel vezetésével (második Merkel-kormány)

Az FDP 1949 és 1956 között is közösen kormányzott az uniópártokkal az első és második Adenauer-kormányban. Ugyanakkor ezekben a koalíciókban a DP illetve GB/BHE is részt vettek, ezért ezek nem tiszta fekete-sárga koalíciós kormányok voltak.

## Tartományi szinten

### Baden-Württemberg
- 1960–1966 Kurt Georg Kiesinger
- 1996–2005 Erwin Teufel
- 2005–2010 Günther Oettinger
- 2010–2011 Stefan Mappus

### Bajorország
- 2008–2013 Horst Seehofer

### Berlin
- 1953–1955 Walther Schreiber
- 1983–1984 Richard von Weizsäcker
- 1984–1989 Eberhard Diepgen

### Hessen
- 1987–1991 Walter Wallmann
- 1999–2003 Roland Koch
- 2009–2010 Roland Koch
- 2010–2014 Volker Bouffier

### Mecklenburg-Elő-Pomeránia
- 1990–1992 Alfred Gomolka
- 1992–1994 Berndt Seite

### Alsó-Szászország
- 1977–1978 Ernst Albrecht
- 1986–1990 Ernst Albrecht
- 2003–2010 Christian Wulff
- 2010–2013 David McAllister

### Észak-Rajna-Vesztfália
- 1954–1956 Karl Arnold
- 1962–1966 Franz Meyers
- 2005–2010 Jürgen Rüttgers

Észak-Rajna-Vesztfália tartományi kormányai

- 2017–2021 Armin Laschet (Laschet-kormány)
- 2021–2022 Hendrik Wüst (első Wüst-kormány)

### Rajna-vidék-Pfalz
- 1951–1969 Peter Altmeier
- 1969–1971 Helmut Kohl
- 1987–1988 Bernhard Vogel
- 1988–1991 Carl-Ludwig Wagner

### Saarland
- 1961–1970 Franz-Josef Röder
- 1977–1979 Franz-Josef Röder
- 1979–1985 Werner Zeyer

### Szászország
- 2009–2014 Stanislaw Tillich

### Szász-Anhalt
- 1990–1991 Gerd Gies
- 1991–1993 Werner Münch
- 1993–1994 Christoph Bergner
- 2002–2006 Wolfgang Böhmer

### Schleswig-Holstein
- 1951–1951 Friedrich Wilhelm Lübke
- 1958–1962 Kai-Uwe von Hassel
- 1963–1971 Helmut Lemke
- 2009–2012 Peter Harry Carstensen

### Türingia
- 1990–1992 Josef Duchač
- 1992–1994 Bernhard Vogel

## Érdekességek

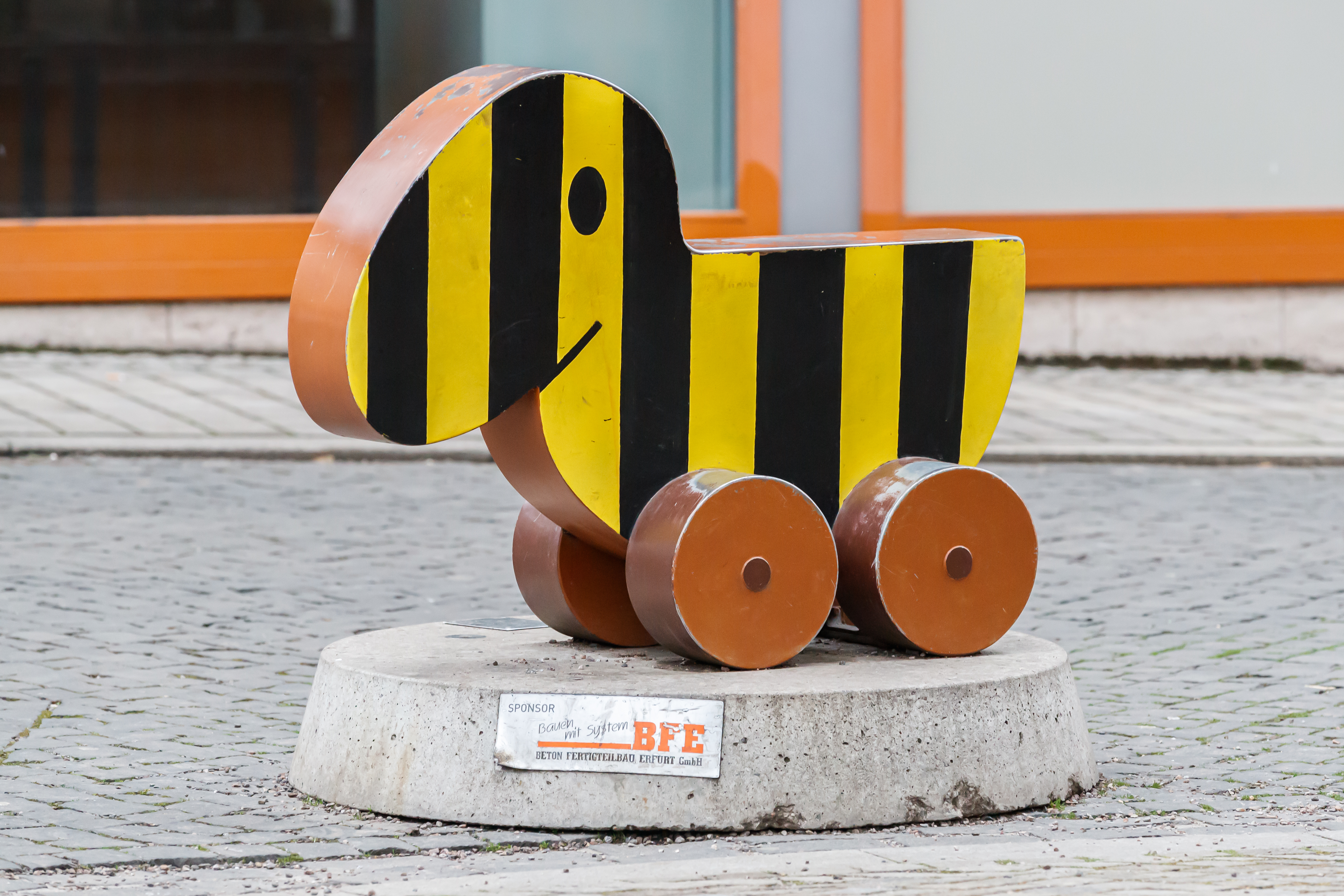
Tigerente-figura

A 2009-es szövetségi választási kampányban Angela Merkel és Frank-Walter Steinmeier kancellárjelöltek tévévitájában amikor a moderátor, Maybrit Illner Merkelt a koalíciós terveiről kérdezte, a fekete-sárga koalíciót Tigerenten-koalíció névvel illette. Ezzel Janosch német illusztrátor Tigerente-figurájára utalt: ez egy kacsatestű, tigriscsíkos, kerekekkel ellátott játék. Bár számos média elutasította a fekete-sárga koalíció ezen a megnevezését, a koalíció kritikusai – gúnyos konnotációi miatt – szívesen használják.

## Fordítás
- Ez a szócikk részben vagy egészben  a   Schwarz-gelbe Koalition című német Wikipédia-szócikk ezen változatának fordításán alapul.  Az eredeti cikk szerkesztőit annak laptörténete sorolja fel. Ez a jelzés csupán a megfogalmazás eredetét és a szerzői jogokat jelzi, nem szolgál a cikkben szereplő információk forrásmegjelöléseként.